# Гор, Артур, 8-й граф Арран
Артур Каттендайк Стрэндж Дэвид Арчибальд Гор, 8-й граф Арран (англ. Arthur Kattendyke Strange David Archibald Gore, 8th Earl of Arran; 5 июля 1910 — 23 февраля 1983) — британский пэр, обозреватель и политик. Он был известен как лорд Арран.

## Происхождение и образование
Родился 5 июля 1910 года Бишопс-Стортфорд, графство Хартфордшир. Второй сын Артура Гора, 6-го графа Аррана (1868—1958), и его первой жены Мод Жаклин Мари Боклерк 1879—1927), единственной дочери 3-го барона Хюиссена ван Каттендайка из Каттендейка, Голландия.
Он получил образование в Итонском колледже и в Бэллиол-колледже в Оксфорде.

## Карьера
Во время Второй мировой войны Артур Гор сначала работал пресс-атташе в Британском легионе в Берне (1939—1945) и в посольстве Великобритании в Лиссабоне (1941—1942). Он был заместителем директора главного зарубежного отдела Министерства информации (1943—1945) и директором секретариата Центрального управления информации (1945—1949).
28 декабря 1958 года после смерти своего старшего брата Артура Гора, 7-го графа Аррана (1903—1958), который, как сообщается, покончил жизнь самоубийством, Артур Гору унаследовал титулы 8-го графа Аррана с островов Арран в графстве Голуэй (Пэрство Ирландии), 8-го барона Сондерса из Дипса в графстве Уэксфорд (Пэрство Ирландии), 8-го виконта Садли из Касл-гора в графстве Мейо (Пэрство Ирландии), 4-го барона Садли из Кал-Гора в графстве Мейо (Пэрство Соединённого королевства) и 10-го баронета Гора из Ньютаунгора в графстве Мейо, став активным членом Палаты лордов Великобритании.
Лорд Арран был спонсором законопроекта о частном членстве депутата Палаты лордов труда Лео Абсе 1967 года, который, как Закон о половых преступлениях 1967 года, декриминализировал гомосексуальные акты между двумя взрослыми мужчинами по обоюдному согласию. Он придерживался мнения, что «никакое законодательство не помешает гомосексуалистам стать объектом неприязни и насмешек или, в лучшем случае, жалости». Он также выступил спонсором законопроекта о защите барсуков, и однажды его спросили, почему эта попытка провалилась, тогда как декриминализация гомосексуализма удалась. Сообщается, что Арран ответил: «В Палате лордов не так много барсуков».
В течение многих лет он был откровенным обозревателем, писавшим для The Evening Standard, The Guardian, Encounter, Punch, The Observer, The Daily Mail и других. Его колонки, которые часто содержали подстрекательские и оскорбительные выражения, были помечены как исходящие от «Возмутительного Аррана, графа, которого вы любите ненавидеть». В качестве примера он однажды написал об ирландцах в газете Evening Standard в октябре 1974 года: «Я ненавижу и ненавижу жалких ублюдков […], диких головорезов-убийц. Пусть ирландцы, все они, сгниют в аду».

## Брак и дети
11 июля 1937 года Артур Гор женился на Фионе Брайд Колкухун (20 июля 1918 — 16 мая 2013), старшей дочери сэра Иэна Колкухуна, 7-го баронета (1887—1948), и Джеральдин Брайд Теннант. Она была гонщиком на катере и, как и её муж, борцом за права животных. У пары были дома в Хартфордшире и Шотландии.
У них было два сына:
- Артур Гор, 9-й граф Арран (род. 14 июля 1938), старший сын и преемник отца.
- Достопочтенный Филип Гор (род. 22 марта 1943).

Лорд Арран скончался 23 февраля 1983 года в своем доме недалеко от Хемел-Хемпстеда в возрасте 72 лет.